# Катастрофа Boeing 737 поблизу Гавани
22°59′29″ пн. ш. 82°23′28″ зх. д. / 22.991388888889° пн. ш. 82.391111111111° зх. д.
Катастрофа Boeing 737 поблизу Гавани 18 травня 2018 — катастрофа пасажирського літака «Boeing 737—200» кубинської державної авіакомпанії Cubana de Aviación поблизу міжнародного аеропорту імені Хосе Марті, Гавана, Куба.
Літак (бортовий номер XA-UHZ) здійснював внутрішній рейс CU-972 у місто Ольгін на сході країни і впав невдовзі після зльоту. За попередніми даними, на борту було 104 людини.